# Alejandro Zorrilla de San Martín
Alejandro Zorrilla de San Martín Villegas (Montevideo, 1909- Roma, 1987), político uruguayo, perteneciente al Partido Nacional. 
Fue nieto del poeta Juan Zorrilla de San Martín y sobrino del escultor José Luis Zorrilla de San Martín, en su juventud trabajó como empleado bancario. Casado con María Lamas Vásquez, tuvieron 7 hijos, entre otros, Alejandro Zorrilla de San Martín Lamas, quien tuvo actuación política.

## Carrera
En 1954 fue elegido diputado por el departamento de San José, escaño que asumió en febrero de 1955. Reelegido en 1958 con la victoria del Partido Nacional, fue presidente de la Cámara de Diputados entre 1960 y 1961. 
En 1963 fue nombrado Ministro de Relaciones Exteriores del segundo colegiado blanco, ocupando el cargo hasta que ingresó al Consejo Nacional de Gobierno en febrero de 1965, en sustitución del fallecido Luis Giannattasio. En 1966 y 1971 fue elegido senador, ocupando el escaño hasta la disolución del Parlamento por el Golpe de Estado del 27 de junio de 1973. 
Muy vinculado a la religión católica, y habiendo participado de la clausura del Concilio Vaticano II en 1965, tras el retorno de la democracia en 1985 fue designado embajador ante la Santa Sede. Gestionó la primera visita del Papa Juan Pablo II al Uruguay, que se produjo finalmente en marzo-abril de 1987. Sin embargo, falleció en Roma el 14 de febrero de ese año, antes de que se concretara la visita.